# Vereinigungsfreiheit
Vereinigungsfreiheit ist das Recht, sich zu gemeinsamen Zwecken und Zielen zusammenzuschließen und diese gemeinsam anzustreben (Vereinsfreiheit, Recht der Assoziation). Sie gehört zu den Grundrechten. Die Vereinigungsfreiheit besteht auch in ihrer negativen Form: Jeder hat das Recht, einer Gruppe oder Vereinigung nicht beizutreten oder aus einer solchen auszutreten.

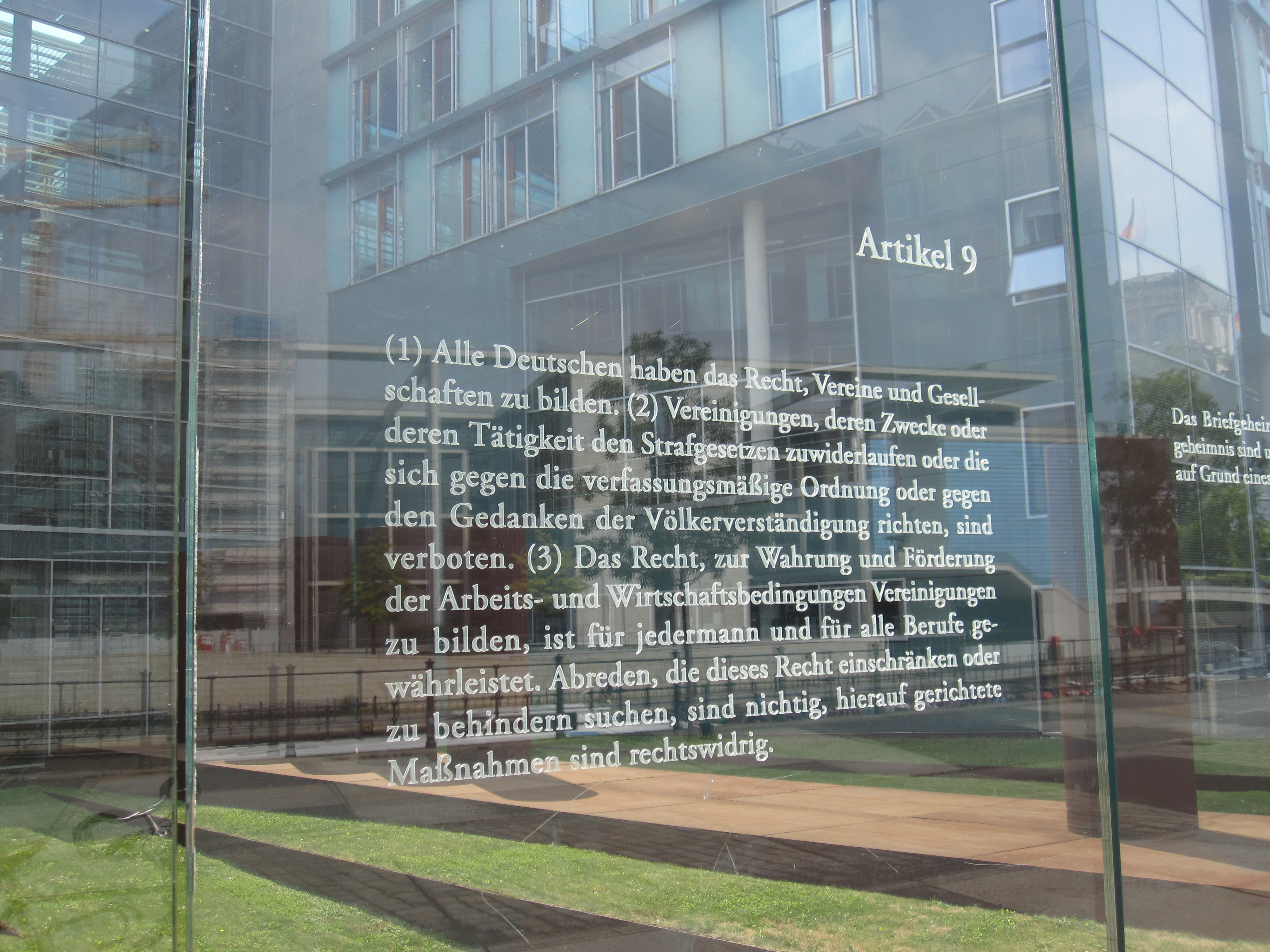
Art. 9 Grundgesetz – eine Arbeit von Dani Karavan an den Glasscheiben zur Spreeseite beim Jakob-Kaiser-Haus des Bundestages in Berlin

## Deutschland
In Deutschland wird die Vereinigungsfreiheit in Art. 9 Grundgesetz (GG) garantiert, wobei zwischen der allgemeinen Vereinigungsfreiheit des Art. 9 Abs. 1 GG und der Koalitionsfreiheit des Art. 9 Abs. 3 GG zu unterscheiden ist.

### Wortlaut
(1) Alle Deutschen haben das Recht, Vereine und Gesellschaften zu bilden.
(2) Vereinigungen, deren Zweck oder deren Tätigkeit den Strafgesetzen zuwiderlaufen oder die sich gegen die verfassungsmäßige Ordnung oder gegen den Gedanken der Völkerverständigung richten, sind verboten.

### Schutzbereich
Bei der allgemeinen Vereinigungsfreiheit des Art. 9 Abs. 1 GG handelt es sich um ein Deutschengrundrecht, es gilt folglich nur für die Staatsbürger der Bundesrepublik Deutschland. Bürgern ohne deutsche Staatsangehörigkeit steht für Belange des freien Vereinigens nur das Auffanggrundrecht der allgemeinen Handlungsfreiheit offen. Im Gegensatz dazu ist die Koalitionsfreiheit gemäß Art. 9 Abs. 3 GG für jedermann, mithin auch für Ausländer, garantiert.
Träger der allgemeinen Vereinigungsfreiheit sind ebenfalls unabhängig von ihrer Rechtsfähigkeit alle Vereinigungen. Die Vereinigung muss ihren Rechtssitz in Deutschland oder dem EU-Ausland besitzen, ansonsten kann auch sie sich nur auf die allgemeine Handlungsfreiheit berufen.
Religiöse Vereinigungsfreiheit wird als Teil der Religionsfreiheit gewertet (vgl. dazu den Bahai-Beschluss).

### Eingriff
Staatliche Beeinträchtigung der Vereinigungsfreiheit sind vom Gründungs- bis zum Auflösungsstadium denkbar. Keine Eingriffe stellen die Vorschriften dar, die Typen der Vereinigung (oHG, AG) überhaupt erst feststellen.

### Rechtfertigung
Art. 9 Abs. 1 GG steht nicht ausdrücklich unter Gesetzesvorbehalt. Art. 9 Abs. 2 GG enthält dagegen ein Verbot bestimmter Vereinigungen und wird nach h. M. nicht als Schutzbereichsverkürzung, sondern als eine verfassungsrechtliche Rechtfertigung für einen Eingriff angesehen. Letztendlich handelt es sich also um einen qualifizierten Gesetzesvorbehalt. Das Verbot von Vereinen richtet sich nach den Vorschriften des Vereinsgesetzes.
Weitere Verbotsgründe als die in Art. 9 Abs. 2 GG sind ausgeschlossen.

## Frankreich
In Frankreich wird die Vereinigungsfreiheit durch Art. 2 des Gesetzes vom 1. Juli 1901 gewährleistet. Es gilt für alle Menschen unabhängig von deren Nationalität. Gemäß Art. 3 dieses Gesetzes gilt die Vereinigungsfreiheit aber nicht für solche Aktivitäten, die gegen die Gesetze oder die guten Sitten verstoßen oder die sich gegen die territoriale Integrität Frankreichs oder die republikanische Regierungsform richten.

## Schweiz
In der Schweiz wird die Vereinigungsfreiheit durch Art. 23 Bundesverfassung gewährleistet. Dabei fallen unter die Vereinigungsfreiheit ausschließlich Vereinigungen, die einen ideellen Zweck verfolgen. Vereinigungen mit wirtschaftlichem Zweck werden nur durch die Wirtschaftsfreiheit geschützt.
Art. 23 Bundesverfassung
(1) Die Vereinigungsfreiheit ist gewährleistet.
(2) Jede Person hat das Recht, Vereinigungen zu bilden, Vereinigungen beizutreten oder anzugehören und sich an den Tätigkeiten von Vereinigungen zu beteiligen.

## Internationale Regelungen
Die Vereinigungsfreiheit und das Recht auf Kollektivverhandlungen gehören zu den Grundprinzipien, die das Selbstverständnis und Handeln der Internationalen Arbeitsorganisation bestimmen. Zwei der acht Kernarbeitsnormen beziehen sich auf dieses Thema:
- Übereinkommen 87: Vereinigungsfreiheit und Schutz des Vereinigungsrechtes, 1948
- Übereinkommen 98: Vereinigungsrecht und Recht zu Kollektivverhandlungen, 1949[5]

Art. 11 Europäischen Menschenrechtskonvention hat die Versammlungs- und Vereinigungsfreiheit zum Inhalt, ebenso Art. 12 der Charta der Grundrechte der Europäischen Union.